# Glavat (Lastovo)
Glavat je najistočniji otočić u otočju Vrhovnjaci, na pola puta između Lastova i Mljeta, a nalazi se oko 16.5 km istočno od Lastova, odnosno 14.1 km zapadno od Mljeta. Najbliži otok je Mrkjenta kod Glavata, oko 750 m prema zapadu. Na otoku je svjetionik "Otočić Glavat".
Površina otoka je 18.430 m2, duljina obalne crte 542 m, a visina 20 metara.